# Wargame (hacking)
En la piratería informática, un wargame (o juego de guerra) es un desafío de seguridad cibernética y un deporte mental en el que los competidores deben explotar o defender una vulnerabilidad en un sistema o aplicación, o conseguir o impedir el acceso a un sistema informático.
Un wargame suele implicar una lógica de captura de la bandera, basada en el pentesting, ataques semánticos a URL, autenticación basada en el conocimiento, descifrado de contraseñas, ingeniería inversa de software (a menudo JavaScript, C y lenguaje ensamblador), inyección de código, inyecciones SQL, cross-site scripting, exploits, suplantación de direcciones IP, técnicas forenses y otras técnicas de hacking.
El ejercicio Capturar la Bandera implica una amplia gama de tareas, pero hay poca evidencia que demuestre cómo estas tareas se traducen en conocimientos de ciberseguridad que poseen los expertos en seguridad. Investigaciones recientes han demostrado que las tareas de Capturar la bandera cubrían principalmente conocimientos técnicos, pero carecían de temas sociales como ingeniería social y concienciación sobre ciberseguridad. Por lo tanto, los investigadores recomiendan que también se preste atención a temas no técnicos para abordar las amenazas cibernéticas avanzadas.